# Fluorid einsteiničitý
Fluorid einsteiničitý je anorganická sloučenina s chemickým vzorcem EsF4. Fluorid einsteiničitý byl pozorován pomocí termochromatografie.

## Příprava
Fluorid einsteiničitý lze připravit fluorací fluoridu einsteinitého:
2 EsF3 + F2 → 2 EsF4

## Vlastnosti
Fluorid einsteiničitý je těkavý. Těkavost je srovnatelná s těkavostí jiných transuraničitých fluoridů.